# Stallen van Salomon

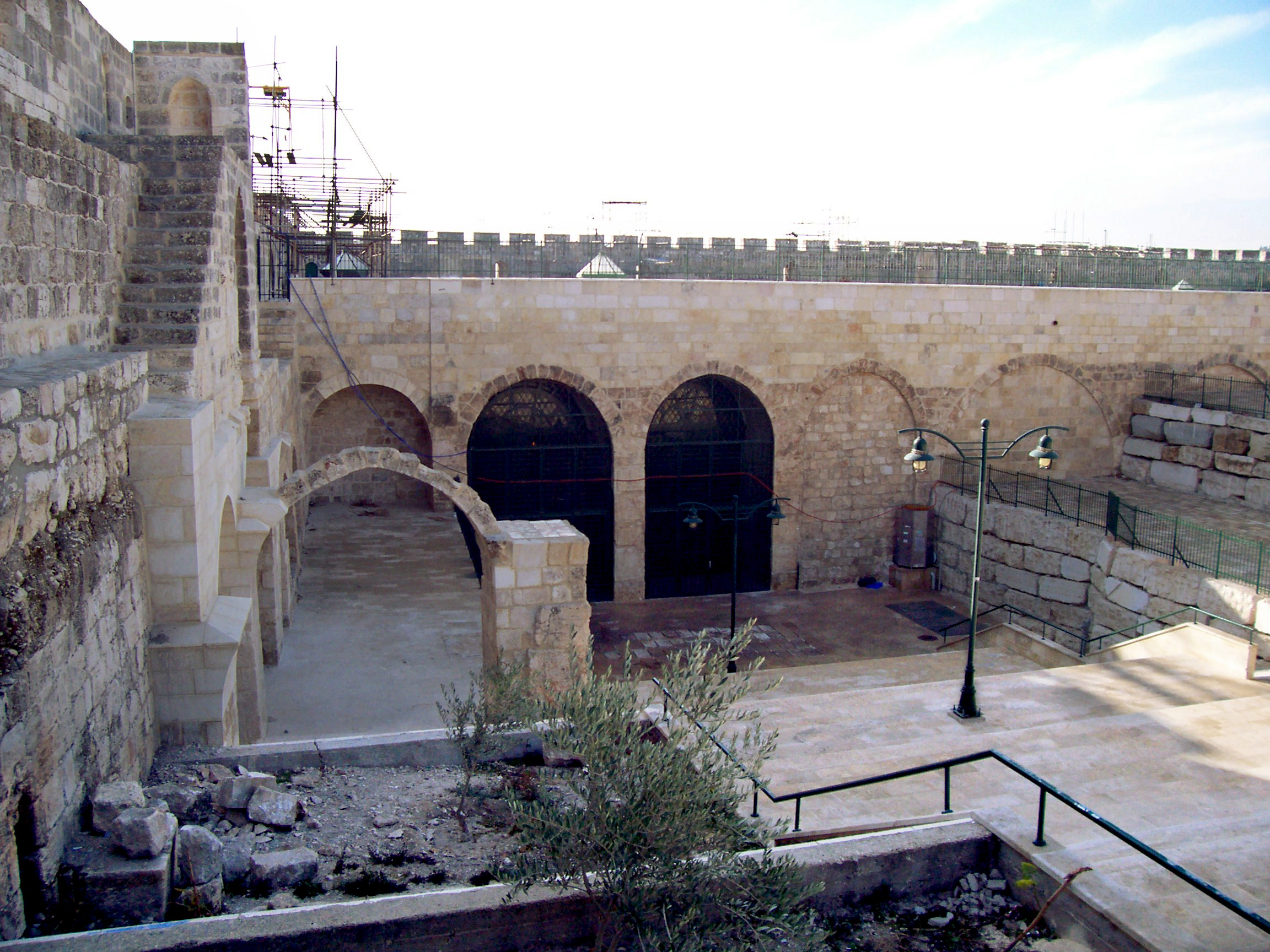
In december 1996 werd de nieuwe moskee officieel geopend als Marwan-moskee. Stallen van Salomon zien er niet meer zo uit.

De Stallen van Salomon is een ondergronds gewelfd gebied dat tegenwoordig wordt gebruikt als een islamitische gebedsplaats genaamd Marwan-moskee. Het gebouw, met een oppervlakte van ongeveer 500 vierkante meter, bevindt zich aan de voet van de zuidelijke muur van de Tempelberg in Jeruzalem, onderaan de trap die naar beneden leidt vanaf de Al-Aqsamoskee, onder de Tempelberg.
In december 1996 verbouwde de stichting het gebied tot een gebedsruimte door verlichting en vloertegels toe te voegen en werd het omgedoopt tot Marwan-moskee.